# Antonín Sova
Antonín Sova (ur. 26 lutego 1864 w Pacovie, zm. 16 sierpnia 1928 tamże) – czeski poeta i pisarz; jeden z głównych twórców czeskiego modernizmu.

## Życiorys
Był synem prowincjonalnego nauczyciela i muzyka-amatora. Z młodości wyniósł ogromne przywiązanie do rodzinnych stron i tamtejszej przyrody. Bieda, z którą się borykał przez wiele lat, uniemożliwiła mu skończenie studiów prawniczych na Uniwersytecie Karola w Pradze. Życiowy spokój znalazł, uzyskując posadę urzędnika magistratu czeskiego, a potem dyrektora biblioteki miejskiej w Pradze. Podróżował po Włoszech (1892), Holandii i Niemczech (1901), lecz najbardziej czuł się związany z południem Czech, skąd pochodził. Wchodził w skład grupy literackiej Moderní revue propagującej hasła „sztuki dla sztuki”.

## Twórczość
Autor 26 zbiorów poezji i 7 tomów prozy, która pozostaje jednak na marginesie jego dorobku twórczego.
Zadebiutował tomem zatytułowanym Realistické sloky (Realistyczne strofy, 1890), zawierającym obrazy powszedniego życia miejskiego. Dla pierwszego okresu jego twórczości charakterystyczna jest impresjonistyczna liryka tomów: Květy intíminích nálad (Kwiaty intymnych nastrojów, 1891) i Z mého kraje (Z mojego kraju, 1892). Utwory te noszą wyraźne cechy impresjonizmu, wyrażają nastroje i uczucia człowieka, który szuka ucieczki w świecie przyrody. W zbiorach tych, autor poświęcił wiele miejsca liryce krajobrazu, której towarzyszą akcenty patriotyczne i społeczne.
Sova wyszedł z poetyckiej szkoły Jaroslava Vrchlickiego, lecz parnasistowską dbałość o formę łączył z realizmem. Pierwszy przełom w poezji Sovy dokonuje się w roku 1894 w tomiku Soucit a vzdor (Współczucie i bunt, 1894), w którym do głosu dochodzi symbolizm i dekadentyzm. Nurty te pogłębiają się w dalszych tomach autora: Zlomená duše (Złamana dusza, 1896), Vybouřenkě smutky (Przebrzmiałe smutki, 1897) i Jestě jednou se wrátíme (Raz jeszcze powrócimy, 1900) z charakterystycznym dla modernizmu motywem pejzażu wewnętrznego i dramatów duszy. Nasycony symboliką oraz zainteresowaniem sprawami społecznymi jest tomik Údolí nového království (Dolina Nowego Królestwa, 1900). Jednocześnie, przemianom uległy erotyki i liryka krajobrazu. Impresjonistyczne motywy zastąpiły marzenia senne i fantastyczne wizje. Miłosna liryka autora z tego okresu pełna jest wewnętrznych napięć i sprzeczności, co ma związek z małżeńskim dramatem poety. Modernistyczny mizoginizm widać w tomie Lyrika lásky i života (Liryka miłości i życia, 1907). Sova pisał też poezję patriotyczną. Słynne stały się jego wiersze z okresu I wojny światowej: Zpěvy domova (Śpiewy ojczyzny, 1918) oraz Krvácející bratrství (Krwawiące braterstwo, 1920).
Znacznie skromniejszą część dorobku Sovy stanowi proza. Beletrystykę autor nasycał liryzmem i subiektywizmem, przeciwstawiając się w ten sposób tradycyjnym formom fabularnym. Najwyraźniejsze tego efekty widoczne są w Ivův román (Romans Iwona, 1902). Powrót do obiektywizmu, choć w rokokowej oprawie, zawiera ceniona nowela Pankrác Budecius, kantor (Pankracy Budecius, kantor, 1916), która opowiada historię wiejskiego nauczyciela i muzyka.

## Utwory
- Realistyczne strofy (Realistickě sloky, 1890)
- Kwiaty intymnych nastrojów (Květy intiminích nálad, 1891)
- Z mojego kraju (Z měho kraje, 1892)
- Współczucie i bunt (Soucit a vzdor, 1894)
- Złamana dusza (Zlomená duše, 1896)
- Przebrzmiałe smutki (Vybouřenkě smutky, 1897)
- Theodorowi Mommsenowi (Theodoru Mommsenovii, 1897)
- Dolina Nowego Królestwa (Údolí nověho králoství, 1900)
- Raz jeszcze powrócimy (Jestě jednou se wrátíme, 1900)
- Romans Iwona (Ivův román, 1902)
- Przygody odwagi (Dobrodružství odvahy, 1906)
- Liryka miłości i życia (Lyrika lásky i života, 1907)
- Pankracy Budecius kantor (Pankrác Budecius kantor, 1916)
- Śpiewy ojczyzny (Zpěvy domova, 1918)
- Szorstka miłość (Drasná láska, 1927)